# Raffaele Di Gennaro
Raffaele Di Gennaro (født 3. oktober 1993) er en italiensk fodboldspiller, der spiller som målmand for Serie A- klubben Inter Milan.

## Klub karriere

### Inter Milan
Di Gennaro var førstemålmand for Inter U19, som endte med at vinde NextGen Series og Campionato Nazionale Primavera. Di Gennaro missede halvdelen af både sæsonen 2010-11 og 2011-12 på grund af en skade. Di Gennaro forblev en af målmændene for Primavera i sæsonen 2012-13 som en overalder spiller.

#### Lån til Cittadella
I juli 2013 blev Di Gennaro udlejet til Serie B-klubben Cittadella. Han fik sin professionelle debut den 11. august i anden runde af Coppa Italia i en 1-0 hjemmesejr over Savona. Seks dage senere, den 18. august, spillede han i tredje runde i et 4-0 nederlag på udebane mod Inter.  Den 24. august fik Di Gennaro sin Serie B-debut, og han holdt sit første clean sheet for Cittadella i en 0-0 udekamp mod Spezia. Den 14. september holdt han sit andet clean sheet i en 0-0 hjemmekamp mod Latina.  To uger senere holdt han sit tredje i en 1-0 hjemmesejr over Crotone.  Di Gennaro sluttede sit lån til Cittadella med 41 kampe og 12 clean sheets og 50 mål indkasseret. 

#### Lån til Latina
Den 11. juli 2014 blev Di Gennaro lånt af Latina på en sæsonlang aftale. Den 4. oktober fik han sin debut for Latina i Serie B i et 1-0 ude-nederlag mod Trapani, hvor han modtog et rødt kort.  Den 6. december holdt Di Gennaro sit første clean sheet for Latina i en 0-0 udekamp mod Perugia. Ni dage senere holdt han sit andet clean sheet i en 1-0 hjemmesejr over Varese, og den 28. december sit tredje i en 0-0 udekamp mod Modena.  Di Gennaro afsluttede sit lån til Latina med 28 kampe, 11 clean sheets og 23 indkasserede mål. 
Den 11. juli 2015 vendte han tilbage til Serie B-holdet Latina for sin anden lejeaftale. Den 9. august spillede Di Gennaro sin første kamp i sæsonen for Latina i anden runde af Coppa Italia i et 4-1 hjemmenederlag mod Pavia. Den 6. september fik han sin "anden" Serie B -debut for klubben i en 1-1 udekamp mod Novara. Den 11. oktober holdt Di Gennaro sit første clean sheet i sæsonen i en 2-0 udesejr over Modena. Den 15. november 2016 skadede han sin hånd under en kamp mod Avellino, hvorefter han blev andenmålmand, og han spillede derfor ingen andre kampe. Di Gennaro afsluttede sit andet lån til Latina med 13 kampe, hvor han kun holdte 3 clean sheets og lukkede 19 mål ind. 

#### Lån til Ternana
Den 19. august 2016 blev Di Gennaro og Fabio Della Giovanna lejet ud til Serie B-klubben Ternana på et sæsonlån. Den 7. september fik han sin debut for Ternana, og han holdt sit første clean sheet for klubben i Serie B i en 1-0-sejr over Pisa. Den 20. september holdt han sit andet clean sheet i en 0-0 hjemmekamp mod Bari.  Han blev andenmålmand efter ankomsten af Simone Aresti på lån fra Pescara. Di Gennaro holdte kun 2 clean sheets i 16 kampe spillet for Ternana, og lukkede 23 mål ind. 

#### Lån til Spezia
Den 12. juli 2017 blev Di Gennaro og Francesco Forte lejet af Serie B- holdet Spezia på et sæsonlån. Den 3. september fik han sin debut for Spezia i Serie B i et 1-0 hjemmenederlag mod Carpi, dette var hans 100. professionelle kamp.  To uger senere holdt han sit første clean sheet for Spezia i en 0–0 udekamp mod Venezia.  Fire dage senere, den 19. september, holdt han sit andet clean sheet i en 1-0 hjemmesejr over Novara. Den 28. oktober hans tredje i en 0-0 hjemmekamp mod Cittadella. Di Gennaro afsluttede sit sæsonlange lån til Spezia med 23 kampe, 11 clean sheets og 18 mål indkasseret. 

#### 2018-19 sæsonen
Di Gennaro blev ikke udlejet i sæsonen 2018–19 og blev derfor inkluderet i Inters trup til UEFA Champions League 2018–19  samt UEFA Europa League 2018–19. Di Gennaro blev dog udelukket fra den trupliste, de indsendte til Serie A. Han blev tildelt trøje nummer 93. 

### Serie C
Den 13. august 2019 sluttede Di Gennaro sig til Serie C -klubben Catanzaro på en fri transfer, og han underskrev en to-årig kontrakt. 
Den 14. august 2021 flyttede han til Pescara, også i Serie C. 
Den 18. juli 2022 skrev Di Gennaro under med Gubbio . 

### Tilbage til Inter Milan
Den 13. juli 2023 vendte Di Gennaro tilbage til Inter og underskrev en etårig aftale. 

## Karrierestatistik

### Klub
Oversigten er opdateret til og med match played 22 May 2023
| Klub             | Sæson        | Liga         | Liga  | Liga | Turnering | Turnering | Europa | Europa | Andre | Andre | Total | Total |
| Klub             | Sæson        | Liga         | Kampe | Mål  | Kampe     | Mål       | Kampe  | Mål    | Kampe | Mål   | Kampe | Mål   |
| ---------------- | ------------ | ------------ | ----- | ---- | --------- | --------- | ------ | ------ | ----- | ----- | ----- | ----- |
| Inter Milan      | 2012−13      | Serie A      | 0     | 0    | 0         | 0         | 0      | 0      | —     | —     | 0     | 0     |
| Inter Milan      | 2018–19      | Serie A      | 0     | 0    | 0         | 0         | 0      | 0      | —     | —     | 0     | 0     |
| Cittadella (lån) | 2013−14      | Serie B      | 39    | 0    | 2         | 0         | —      | —      | —     | —     | 41    | 0     |
| Latina (lån)     | 2014−15      | Serie B      | 28    | 0    | 0         | 0         | —      | —      | —     | —     | 28    | 0     |
| Latina (lån)     | 2015−16      | Serie B      | 13    | 0    | 1         | 0         | —      | —      | —     | —     | 14    | 0     |
| Ternana (lån)    | 2016−17      | Serie B      | 16    | 0    | 0         | 0         | —      | —      | —     | —     | 16    | 0     |
| Spezia (lån)     | 2017−18      | Serie B      | 23    | 0    | 0         | 0         | —      | —      | —     | —     | 23    | 0     |
| Catanzaro        | 2019–20      | Serie C      | 22    | 0    | 2         | 0         | —      | —      | 0     | 0     | 24    | 0     |
| Catanzaro        | 2020–21      | Serie C      | 20    | 0    | 1         | 0         | —      | —      | 2     | 0     | 23    | 0     |
| Catanzaro        | Total        | Total        | 42    | 0    | 3         | 0         | –      | –      | 2     | 0     | 47    | 0     |
| Pescara          | 2021–22      | Serie C      | 11    | 0    | 1         | 0         | —      | —      | 0     | 0     | 12    | 0     |
| Gubbio           | 2022–23      | Serie C      | 30    | 0    | 0         | 0         | —      | —      | 4     | 0     | 34    | 0     |
| Inter Milan      | 2023–24      | Serie A      | 0     | 0    | 0         | 0         | 0      | 0      | 0     | 0     | 0     | 0     |
| Career total     | Career total | Career total | 202   | 0    | 7         | 0         | 0      | 0      | 6     | 0     | 215   | 0     |

1. 1 2  All appearances in Serie C play-offs.

## Hæder
Club Inter Primavera
- Campionato Nazionale Primavera : 2010-11, 2011-12

Inter Milan
- Supercoppa Italiana : 2023 [36]